# Symphoricarpos albus
Symphoricarpos albus (L.) S.F. Blake, 1914 è una specie di pianta appartenente alla famiglia delle Caprifoliacee.

## Descrizione

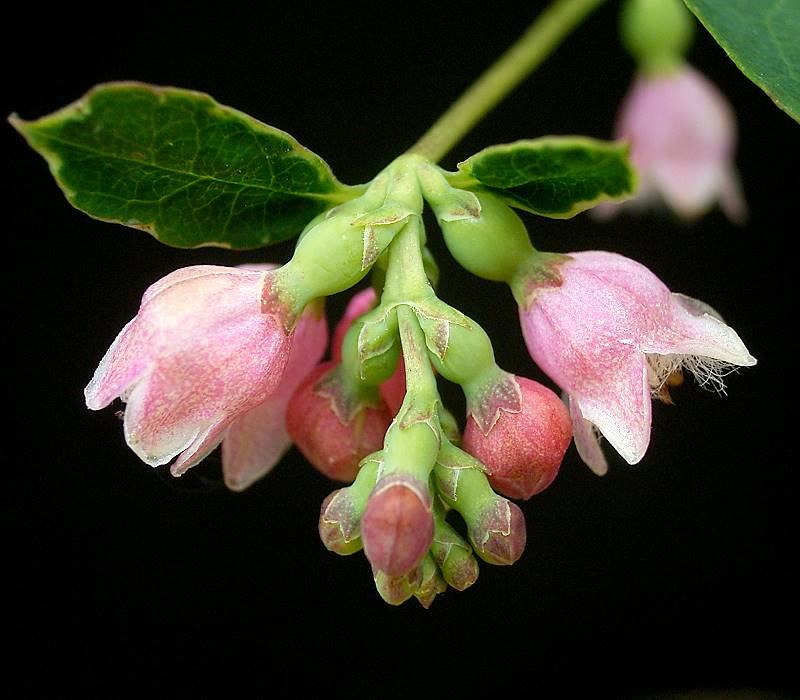
Fiori
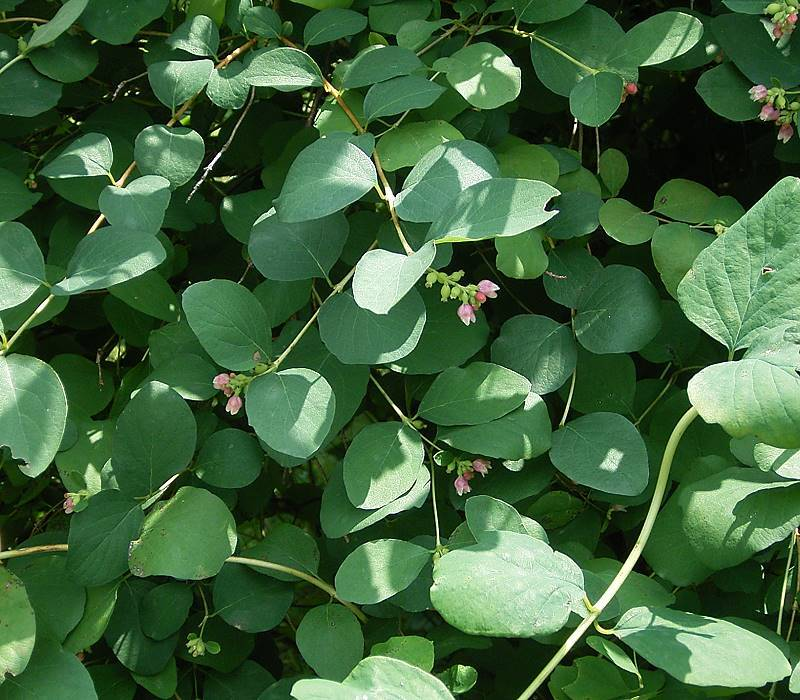
Foglie
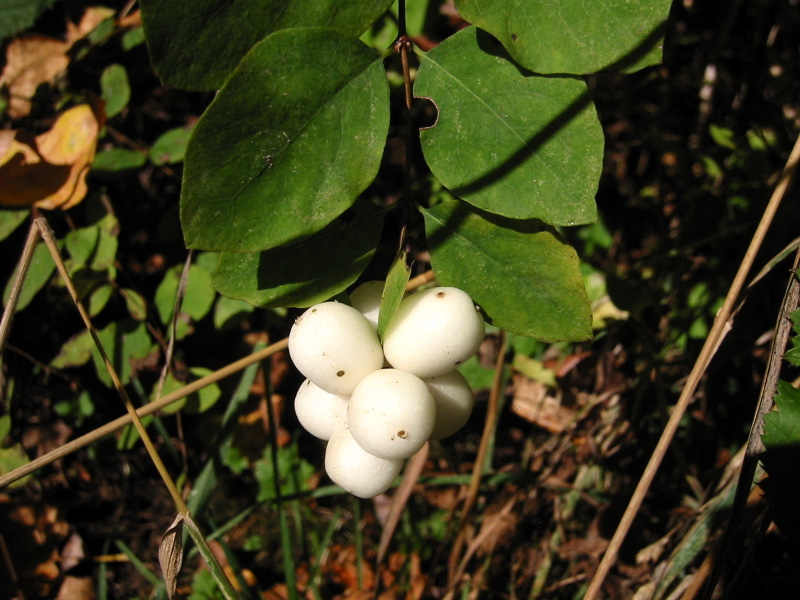
Frutti

## Distribuzione e habitat
Symphoricarpos albus è originario dell'America settentrionale occidentale; oggi è diffuso e naturalizzato anche in Europa occidentale, dalla fascia a clima freddo a quella a clima temperato.

## Proprietà
La pianta ha alcune proprietà officinali, le bacche bianche in particolare sono tossiche.